# 一寸法師 (小惑星)
一寸法師（いっすんぼうし、10162 Issunboushi）は、小惑星帯の小惑星。群馬県尾島町（現太田市）の新島恒男と静岡県の浦田武が発見した。
御伽噺の『一寸法師』に因んで名付けられた。